# Experiência da dupla fenda
A experiência da dupla fenda, também conhecida como experiência de Thomas Young, é o resultado empírico de uma montagem experimental que utiliza a luz como objeto de estudo na Física.  A luz é emitida por uma fonte e passa por duas fendas cuja distância é bem conhecida. São observadas zonas regulares de claro e escuro numa tela detectora. Essas zonas claras e escuras formam um padrão que só pode ser explicada por meio de uma concepção ondulatória da luz. O conceito que explica esse padrão, aplicável para todo fenômeno ondulatório,  é conhecido como difração.
A mesma montagem experimental foi utilizada com objetos individuais tais como fótons e elétrons, objetos tidos como partículas para  a Física. Após o final do experimento, os resultados das observações foram semelhantes aos obtidos para a luz, esse comportamento não era esperado para um objeto corpuscular haja vista a incompatibilidade entre a descrição de uma trajetória observada em uma partícula e a difração observada nos fenômenos ondulatórios.
Quando a luz ou a matéria passam por duas fendas, ela cria um padrão de interferência, que só pode ser explicado por sua natureza de onda. O experimento desafiou a visão clássica de que a matéria é sempre uma partícula e não uma onda, e levou ao entendimento de que as partículas podem exibir uma comportamento semelhante a uma onda sob certas condições. A distribuição de elétrons, que inicialmente parece aleatória, na verdade forma um padrão. Este padrão é resultado da interferência construtiva e destrutiva das ondas.

Quando o padrão não é observado, as partículas exibem comportamento semelhante a uma onda, passando por ambas as fendas e interferindo umas nas outras. Esse fenômeno, conhecido como princípio da complementaridade, sugere que as partículas não podem exibir comportamento corpuscular e ondulatório ao  mesmo tempo.

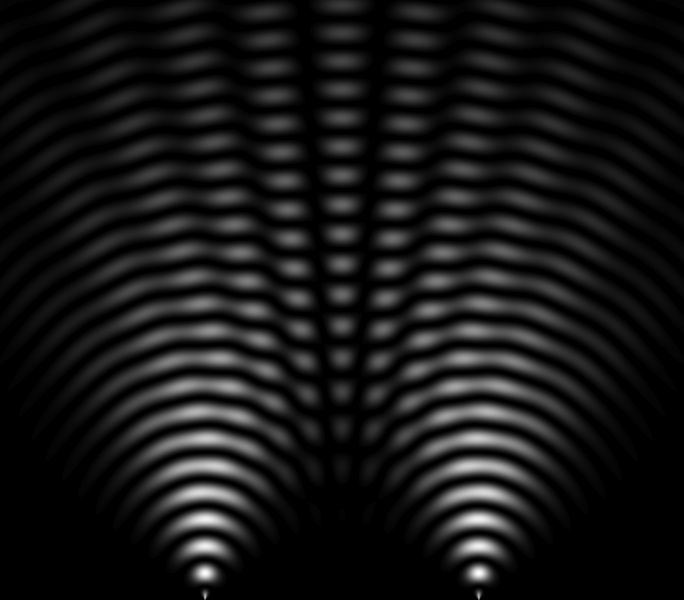
Imagem simulada do padrão formado quando a luz passa pela fenda dupla.

## História
Em 1801, Thomas Young demonstrou através de um experimento de dupla fenda a natureza ondulatória da luz ao observar a difração e a interferência quando a luz passava por duas fendas paralelas. Ao final do experimento foi observado um padrão de difração dessas ondas, demonstrando assim a natureza ondulatória da luz.
A experiência da dupla fenda consiste em deixar que a luz visível se difrate através de duas fendas, produzindo bandas num écran. As bandas formadas, ou padrões de interferência, mostram regiões claras e escuras que correspondem aos locais onde as ondas luminosas interferiram entre si construtivamente e destrutivamente.
É interessante ressaltar que esse experimento prova que a luz tem caráter ondulatório, indo de encontro com a proposta de Newton de que a luz é uma partícula. Em 1905, Albert Einstein resolveu o problema observado por Heinrich Hertz, o efeito fotoelétrico (1887), e provou o caráter corpuscular da luz. Com isso, além de ganhar o premio Nobel, Einstein ainda mostrou o comportamento dual da luz, a qual exibe comportamento ora como onda, ora como partícula. Posteriormente, o físico De Broglie levantou a hipótese de que não somente a luz, mas toda a matéria tem comportamento dual.

## Difração de elétrons
A experiência da dupla fenda é muito utilizada para ilustrar a dualidade onda-corpúsculo na mecânica quântica. Para descrever um experimento com fóton único na fenda dupla, são utilizados conceitos de partícula e de onda, dois conceitos basilares da mecânica clássica, mas que isoladamente são insuficientes para a descrição do fenômeno em escala quântica.

### Descrição da experiência

Experimento de fenda dupla

No caso da realização da experiência da fenda dupla com um feixe eletrônico, imaginemos uma tela opaca aos elétrons, e nela fazemos duas pequenas fendas. Observando o passar do feixe de elétrons por uma destas fendas, com a outra fechada, obtemos numa tela plana (ou écran) colocada atrás da fenda uma certa figura de distribuição das intensidades; da mesma maneira obtemos outra figura semelhante à primeira abrindo a segunda fenda e fechando a primeira.
Mas, observando a imagem que se faz dos elétrons passando pelas duas fendas abertas ao mesmo tempo, baseando-nos nas ideias ordinárias, deveríamos observar uma figura consistente onde houvesse a simples superposição dos feixes complementares. Ou seja, a soma natural dos dois feixes que se projetariam na tela, uma vez que cada elétron partícula material movendo-se em sua trajetória fixa e bem delineada passa pela fenda sem exercer influência alguma sobre os outros elétrons que passam pela outra fenda.

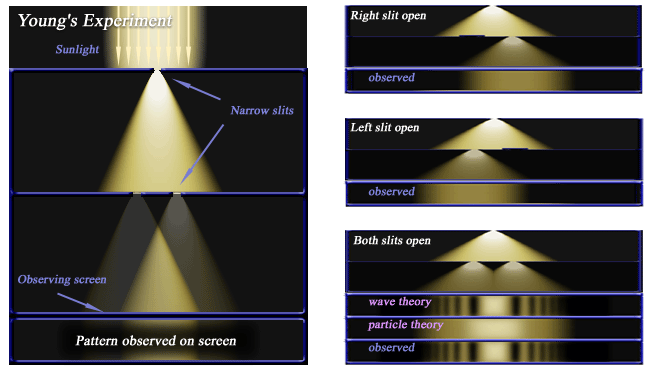
Resultados do experimento de fenda dupla

O fenômeno da difração eletrônica mostra que na realidade obtemos uma figura de difração que ocorre em virtude da interferência e não se reduz de modo algum à simples soma das figuras produzidas por cada uma das fendas separadamente.
Isso pode ser explicado simplesmente se for observado que em pontos mais distantes do lado direito da figura as ondas provenientes da fenda direita chegam primeiro do que as ondas da fenda esquerda, ocasionando um atraso no comprimento de onda original (que estavam exatamente sobrepostos no ponto central entre as fendas) gerando uma destruição ou construção da luz.

## Diferenças de fase
É impossível fazer coincidir este resultado com a ideia de movimento dos elétrons por uma trajetória. Pois a interferência que aparece é devido à somatória ora construtiva, ora destrutiva que indica diferenças de fase, isto é, neste caso, se há diferença de fase, então temos a natureza ondulatória dos elétrons que devem ser encarados, em analogia, como onda eletromagnética que se propaga pelo espaço e não como partícula material com movimento balístico.